# Autoroute A831 (France)
Pour les articles homonymes, voir A831.
L’autoroute A831 était un projet d'autoroute française entre l’autoroute A83 (Nantes-Niort) au niveau de Fontenay-le-Comte et l’autoroute A837 (Rochefort-Saintes) au niveau de Rochefort, traversant les départements de Vendée en région Pays de la Loire et de Charente-Maritime en région Poitou-Charentes (aujourd’hui en région Nouvelle-Aquitaine).
Déclarée d’utilité publique par décret du 12 juillet 2005, elle constituait un maillon de la route des Estuaires et devait désenclaver la ville de La Rochelle. Le projet est définitivement abandonné en juillet 2015 à la suite du refus du président de la République, François Hollande, de proroger la déclaration d'utilité publique qui arrive à échéance le 12 juillet 2015. L'autoroute devait traverser deux zones humides : le marais poitevin et le marais de Rochefort.
Le projet autoroutier abandonné, les études pour un aménagement routier visant à contourner la ville de Marans sont lancées.

## Justification
L’axe routier Sainte-Hermine-Rochefort (RN 137 et RD 137) assure la desserte de l’agglomération rochelaise depuis le nord et le sud de la France :
- au nord de La Rochelle, la RN 137 supporte un trafic important notamment de poids lourds, non adapté à ses caractéristiques médiocres et à la traversée de nombreuses agglomérations, posant donc des problèmes d’insécurité et de fluidité ;
- au sud de La Rochelle, bien qu'aménagée à 2 × 2 voies dénivelées, la RD 137 supporte un trafic très important, avec des saturations aux heures de pointe associées aux principaux déplacements domicile-travail.

L'autoroute A831 devait permettre :
- dans le cadre de la Route des Estuaires[1], de réduire la longueur du parcours entre Nantes et Bordeaux de 24 km comparé à l'autoroute A83 se raccordant sur l'autoroute A10 au nord de Niort[4],[5] ;
- d'améliorer la desserte de l'agglomération de La Rochelle et de son grand port maritime vers ou depuis le nord et le sud[6] ;
- de mieux desservir le littoral de la Charente-Maritime et de la Vendée ainsi que l'Aunis en supprimant les difficultés de fluidité, de sécurité et d’environnement des itinéraires actuels.

### Impacts
- Le trafic de l'A837, selon estimation, serait passé de 13 700 véhicules par jour à 21 700 (+58 %)[7].
- La suppression de la barrière de péage de Tonnay-Charente pouvait rendre le contournement de Tonnay-Charente gratuit[8]. Le département de la Charente Maritime a demandé à l'État l'inscription de cette gratuité au cahier des charges[9].
- Toutefois, deux zones humides auraient été touchées par le passage de l'autoroute. Dans la partie nord, l'autoroute aurait traversé le marais poitevin (parc naturel régional) et dans la partie sud, il s'agissait du marais de Rochefort.

## Historique
Le 25 octobre 1994, le projet de liaison routière à 2 × 2 voies La Rochelle-Sainte-Hermine est remplacé par une autoroute concédée, l’A831 et l’A837 par les ministres de l’Equipement Bernard Bosson et de l’Environnement Michel Barnier. Des études préliminaires ont eu lieu entre 1994 et 2000 et l'autoroute A837 reliant Rochefort à l'A10 (Saintes) en 25 minutes est ouverte en mars 1997.
La bande de 300 m du projet est fixée le 9 octobre 2002 par décision ministérielle. L’avant-projet sommaire est approuvé par décision ministérielle le 31 juillet 2003, et le 12 juillet 2005 la déclaration d'utilité publique (DUP) par décret.
Le 30 novembre 2009, Jean-Louis Borloo, ministre de l'Écologie, demande à la ligue pour la protection des oiseaux (LPO) une « évaluation de la prise en compte de la préservation de la biodiversité dans la traversée des marais et la définition des mesures d’accompagnement d’un projet d’infrastructures pour renforcer l’infrastructure naturelle des milieux traversés ». Le 5 février 2010, le président du Conseil général de la Vendée et sénateur vendéen Bruno Retailleau interroge le Ministre de l'Écologie : « Je voudrais plus particulièrement évoquer le projet d'autoroute A 831... car ce projet nous tient à cœur ». En l'absence du ministre, le secrétaire d'État au logement Benoist Apparu lui répond : « Nous sommes évidemment favorables à la poursuite de ce projet, sous réserve, bien entendu, du respect des contraintes environnementales ». Le dossier de la LPO est remis le 20 août suivant.
En novembre 2011, le Premier ministre François Fillon donne son accord pour la réalisation de l'autoroute A831 dans un courrier destiné à Bruno Retailleau. Le Premier ministre attend la confirmation sur l'accord des collectivités locales pour financer leur part de l'autoroute puis l'accord du ministère de l'Écologie pour lancer la procédure de mise en concession de l'autoroute le plus rapidement. Le protocole d'accord financier entre l'État et les départements est signé au ministère des Transports le 31 janvier suivant.
L'appel à concessionnaire est lancé le 5 février 2012. Quatre groupes pour la concession sont retenus en avril suivant : les groupes français Vinci, Eiffage, Bouygues et NGE, qui ont tous une expérience dans la réalisation et la concession d’autoroutes dans le pays. Les dossiers de candidatures devront être affinés et le ministère des Transports devrait choisir en 2014, pour des travaux de deux à deux ans et demi débutant en 2015.
Le rapport Duron du 27 juin 2013 « Pour un schéma national de mobilité durable » dirigé par la commission Mobilité 21 classe le projet dans la catégorie des projets à horizons plus lointains ayant vocation à être engagées au-delà de 2050. Le ministre délégué aux Transports, Frédéric Cuvillier, manifeste le 24 août suivant son intention de continuer le projet et de l'inclure dans les contrats de territoire, lors de leurs renouvellement prévues cette année.
Le 27 juillet 2014, la ministre de l'Écologie Ségolène Royal annonce qu'elle ne signerait pas en faveur de l'autoroute et privilégie une déviation de la ville de Marans. Le premier ministre Manuel Valls désavoue sa ministre de l'écologie le 1er août suivant et affirme que « le gouvernement n'a pas d'objection à ce que la procédure de consultation soit lancée afin de connaître le coût de cet ouvrage ».
En avril 2015, Ségolène Royal réaffirme avoir convaincu Manuel Valls d'abandonner le projet alors que celui-ci avait annoncé le lancement d'un nouvel appel à candidatures le 27 février précédent.
Début juillet 2015, le député PS vendéen Hugues Fourage annonce que le Président de la République, François Hollande, a décidé de ne pas proroger la déclaration d'utilité publique du projet qui arrive à échéance le 12 juillet 2015. Le projet est ainsi définitivement abandonné par l'État et ne verra pas le jour. Cependant, le contournement de la ville de Marans sera réalisé.
Le projet autoroutier enterré, le premier ministre propose un aménagement routier entre Fontenay-le-Comte et Rochefort via Marans.
L’État a envoyé deux protocoles d’accompagnement technique et financier pour l’aménagement et le financement d’un axe 2 × 2 voies reliant Fontenay-le-Comte à La Rochelle aux conseils départementaux en juillet et septembre 2016, qui ont été tous des deux refusés par Yves Auvinet, président du conseil départemental de Vendée
.

## Caractéristiques
- longueur : 64 km
- voie : 2×2 voies
- largeur : 4 voies de circulation de 3,5 m de large ; 2 bandes d'arrêt d'urgence de 3 m et un séparateur central de 2 m soit au total 22 m de largeur
- 4 échangeurs (dont 3 autoroutiers)

## Parcours
- Échangeur entre A83 et A831 à Fontenay-le-Comte (péage existant à la sortie d'autoroute)
- Échangeur entre RN11 et A831 à Usseau (péage d'échangeur à construire)
- (RD939) à Aigrefeuille (péage d'échangeur à construire)
- Gare de péage au nord de Rochefort
- Échangeur entre A837 et A831 à Rochefort.

Une aire de service et/ou une aire de repos auraient certainement été réalisés sans localisation déterminée.

## Financement
L'A831 est concernée par la réforme de 2001 du financement des autoroutes issue de la directive européenne travaux du 14 juin 1993 et la loi Sapin du 29 janvier 1993 relative à la prévention de la corruption et à la transparence de la vie économique et des procédures publiques.
L'offre du concessionnaire prévoyait la subvention nécessaire à l'équilibre financier de l'opération pour compléter les revenus du péage et son investissement. Le rapport de la commission d’enquête de 2003 l'estimait à la moitié de la construction de l'autoroute vu son coût et le trafic attendu, l'usager via le concessionnaire couvrant l'exploitation et l'entretien. Le Rapport rappelle que la subvention peut être diminuée si le concessionnaire a un intérêt commercial ou fonctionnel : continuité du réseau, démarche volontariste sur le marché, opportunités économiques. Par exemple, la subvention d'équilibre de l'autoroute A65 qui partage contraintes environnementales et principe de concession a été remplacée par une clause de déchéance.
Le 31 janvier 2012, le ministre des transports Thierry Mariani signe un protocole d'accord entre l'État et les conseils généraux de la Charente-Maritime présidé par Dominique Bussereau et de la Vendée présidé par Bruno Retailleau, le financement prévoit une subvention à parts égales entre l'État et ces collectivités accompagnées par les Pays de la Loire, mais la région Poitou-Charentes, comme les communautés d'agglomération de La Rochelle et du pays rochefortais peuvent également y participer.

## Coût
En juillet 2003, l'avant projet sommaire estime le coût du projet à 560 millions d'euros.
En février 2011, le surcoût entraîné par les propositions de la LPO afin de satisfaire au Grenelle Environnement devant être supporté par les collectivités locales était estimé entre 20 et 25 %.
Lors de la visite du premier ministre François Fillon en septembre 2011, Jean-Louis Léonard, député-maire de Châtelaillon, rappelle que l'engagement de l'État concerne la déclaration d'utilité publique de 2005 et que les préconisations de l'étude de la LPO sont facultatives. L'estimation de 860 M€ pourrait être revue à 600 M€ en faisant jouer la concurrence entre les concessionnaires afin de limiter le coût pour les collectivités comme pour l'autoroute A65 et éventuellement appliquer partiellement les préconisations de l'étude de la LPO.
En octobre 2011, le projet du schéma national des infrastructures de transport chiffre le projet à 890 millions d'euros.
En novembre 2011, l'état annonce prendre en charge le tiers des 125 M€ de surcoût évalués par l'administration, les collectivités locales se partageant le solde.

## Tourisme
- Fontenay-le-Comte : château de Terre-Neuve, Ville Renaissance.
- Marais poitevin.
- Rochefort : Corderie royale, pont transbordeur, maison de Pierre Loti, reconstruction de l'Hermione, arsenal du XVIIe siècle.

## Opinions
(novembre 2018).

### Soutiens
- Jacques Auxiette (PS), ancien président du conseil régional des Pays-de-la-Loire, Bruno Retailleau (UMP), ancien président du conseil général de la Vendée et Dominique Bussereau (UMP), ancien président du conseil général de la Charente-Maritime réclament la réalisation de l'A831.
- Le conseil général de la Charente-Maritime de 2010 a rappelé dans le Schéma Routier Départemental 2010-2030 que « Cette autoroute renforcera les échanges entre la Vendée et le nord de la Charente-Maritime. [...] Le Conseil Général s'est engagé à apporter une subvention d'équilibre pour garantir la faisabilité financière du projet »[32]. Depuis, la Commission permanente du conseil général de la Charente-Maritime, réunie le 18 janvier 2019, a décidé d’intégrer la liaison routière entre Fontenay-le-Comte et La Rochelle/Rochefort, alternative au projet autoroutier A831, dans le schéma routier départemental 2010-2030[33].
- L'ancienne député de la deuxième circonscription de la Charente-Maritime et ancienne maire d'Aytré, Suzanne Tallard (PS)[34], sous réserve du respect des préconisations environnementales demandées par l’État[réf. nécessaire]
- L'ancien député de la cinquième circonscription de la Vendée et ancien maire de Fontenay-le-Comte, Hugues Fourage (PS) « dans le respect des préconisations environnementales demandées par l’Etat »
- Le député de la première circonscription de la Charente-Maritime, Olivier Falorni (PRG)[35].
- L'ancien maire de Châtelaillon-Plage et ancien député, Jean-Louis Léonard (UMP)[36].
- L'ancien maire de Rochefort et ancien président de la Communauté d'agglomération du pays rochefortais, Bernard Grasset (PS)[28].
- L'ancien maire de La Rochelle, ancien député et Président de la Communauté d'agglomération de La Rochelle, Maxime Bono (PS)[37].
- L'ancien président du conseil général de la Vendée, Philippe de Villiers (MPF)[38].
- L'association Réunir et Entreprendre pour Fontenay-le-Comte[39] en 2011
- La Chambre de commerce et d'industrie de La Rochelle[40]  en 2010
- La Chambre de commerce et d'industrie de Rochefort et de Saintonge[41] en 2015

### Opposants
Le projet est contesté :
- par des associations locales, telle Vivre Bien en Aunis[42]
- par des syndicats : Fédération CGT des cheminots[43]
- par des associations nationales :
  - Ligue pour la protection des oiseaux[44]
  - Réseau Stop-Autoroutes[45]
  - France Nature Environnement[46]
  - Réseau Action Climat[47]
  - Agir Pour l'Environnement[47]
- par les partis politiques :
  - Europe Écologie Les Verts (la Rochelle-Ré, Rochefort, Fontenay le Comte)[48]
  - Parti communiste français[49]
  - Parti de gauche 17[50]
- par des élus de la Charente Maritime, qui se sont exprimés sur le projet par voie de presse et lors de l'enquête d'utilité publique[51].
- par le conseiller général et maire de la Jarrie, David Baudon (Divers gauche) : « Pas d'argent public pour l'autoroute A831, au cas où ce projet se réaliserait »[52].